# ポール・オヌアチュ
エベーレ・ポール・オヌアチュ（Ebere Paul Onuachu、1994年5月28日 - ）は、ナイジェリア・オウェリ出身のサッカー選手。プレミアリーグ・サウサンプトン所属。ナイジェリア代表。ポジションはFW。
2020-21シーズンのベルギー1部リーグ得点王、MVP。

## クラブ経歴

### ミッティラン
2012年にミッティランの提携クラブであるナイジェリアのエベデイからミッティランに移籍した。同年、デンマーク・カップのラナース戦で公式戦デビュー、シルケボー戦でスーペルリーガでもデビューを飾った。2015年春にファーストディビジョンのヴェイレに期限付き移籍し、夏に復帰するまでに13試合5得点の成績を残した。
2016年2月18日、UEFAヨーロッパリーグ 2015-16決勝トーナメント1回戦第1戦のマンチェスター・ユナイテッド戦で決勝ゴールを決め、2-1の勝利に貢献した。2017年7月6日、UEFAヨーロッパリーグ 2017-18予選1回戦第2戦のデリー・シティ戦でハットトリックを達成した。

### ヘンク
2019年8月、ヘンクに移籍。
加入1年目は28試合に出場して10ゴールを決めると、2020-21シーズンには公式戦41試合に出場して35ゴールを挙げ、リーグ得点王（33得点）とベルギーカップのタイトル獲得を果たした。

### サウサンプトン
2023年1月31日、プレミアリーグのサウサンプトンに2026年までの契約で移籍した。

### トラブゾンスポル
2023年9月11日、トラブゾンスポルにレンタル移籍した。

## 代表歴
2015年2月、U-23ナイジェリア代表に選出。
2019年3月、ナイジェリアのA代表に初めて召集。
2019年3月26日、エジプトとの親善試合で代表初ゴールを挙げた。試合開始10秒で成し遂げたことから、同国代表における最速ゴール記録を更新となった。

## タイトル

### クラブ
ミッティラン
- デンマーク・スーペルリーガ: 2014-15, 2017-18
- デンマーク・カップ: 2018-19

ヘンク
- ベルギーカップ: 2020-21

### 個人
- ジュピラー・プロ・リーグ 得点王 : 1回（2020-21）
- ジュピラー・プロ・リーグ チーム・オブ・ザ・イヤー : 1回（2020-21）
- ベルギー・プロフェッショナル・フットボール・アワード 最優秀選手賞 : 1回（2020-21）
- ベルギー・ゴールデン・シュー : 1回（2021）